# シンセウェイヴ
シンセウェイヴ (英: Synthwave アウトラン、レトロウェイヴ、フューチャーシンセなどと称されることもある)は、1980年代の映画音楽やビデオゲームに影響された電子音楽のジャンル。2000年代中頃に登場して以来、インターネット上の様々なニッチ・コミュニティで発展していき、2010年代初頭には広く人気を得た。シンセウェイヴは音楽性とアートワークの両面でレトロフューチャリズムを志向しており、1980年代のサイエンス・フィクションやアクション映画、ホラー映画などを模している。サイバーパンクと比較されることもある。1980年代の文化に対する懐古の念を表現しており、その時代の空気感をとらえ、賞賛しようとしている。

## 特徴
音楽ライターの四方宏明によれば、シンセウェイヴでは「サウンドだけではなく、コンセプトとヴィジュアルにおいて、80年代カルチャー（映画、ドラマ、アニメ、ゲーム、ファッション、グラフィックなど）へのノスタルジー的引用」がおこなわれるという。
音楽的には、シンセウェイヴは1980年代の映画、ビデオゲーム、カートゥーンなどから強い影響を受けている。このほかには、ジョン・カーペンター、ヴァンゲリス、タンジェリン・ドリームなどからの影響もある。
ミュージシャンのPerturbator(James Kentのソロプロジェクト)によれば、シンセウェイヴは基本的にインストであり、1980年代風の常套句が含まれていることが多い。例えば、電子ドラム、ゲート・リバーブ、アナログ・シンセサイザーで鳴らしたベースラインやリードなどが、当時の曲を模倣するために使われる。
このような美学は、レトロをテーマにし、シンセウェイヴアーティストを起用している映画やビデオゲームにも反映されてきた。Glitchslapのブライアン・ヤングによれば、Power Gloveが手掛けた『Far Cry 3: Blood Dragon』というゲームのサウンドトラックは、そのもっとも有名な例のひとつであるという。その他の例としては、2016年から放送の始まったNetflix製作のドラマ『ストレンジャー・シングス』がある。これは80年代ホラー映画のような雰囲気を纏った作品だが、作中に80年代映画へのオマージュが含まれているだけではなく、音楽面でも80年代カルチャーへの憧憬が表現されている。音楽は挿入曲とオリジナル曲で構成されているが、「(挿入曲に使われた)Tangerine Dream、Vangelis、New Orderなどの楽曲からは、レトロウェイヴのルーツを意図的に選んだ感が」あると四方は分析している。また、本作のサウンドトラックを担当したカイル・ディクソンとマイケル・スタインはジョン・カーペンター、タンジェリン・ドリーム、ジョルジオ・モロダー、ハロルド・フォルターメイヤーなど、70年代から80年代にかけての映画音楽から強い影響を受けている。サウンドトラックはローリング・ストーン誌の「2016年ベストアルバム50枚（47位）」に選ばれており、2017年には、グラミー賞の「ベスト・スコア・サウンドトラック部門」にもノミネートされた。

## 歴史

### 起源
シンセウェイヴは2000年代中盤にうまれた。David Grellier (College)、Kavinsky、Justiceなどのフランス出身のアーティストが、初期のシンセウェイヴのサウンドを作り出したパイオニアだとされている。初期のアーティストは1980年代の著名な映画音楽の作曲家から影響を受けて音楽を作り始めたが、彼らの作る音楽は当時、主にフレンチ・ハウスのシーンと結びついていた。

### 人気の獲得
2011年の映画『ドライヴ』のサウンドトラックではシンセウェイヴ・アーティストが多く参加していたため、この映画の公開がきっかけとなってシンセウェイヴの新たなファン層やミュージシャンがうまれた。NerdglowのChristopher Higginsは、2014年時点でのシンセウェイヴシーン内でもっとも人気のあるアーティストとしてElectric YouthとKavinskyをあげている。2015年以来、シンセウェイヴはシーン外のミュージシャンやメディアなどから幅広いオーディエンスを獲得している。
ファッシュウェイヴ(英: Fashwave "ファシスト"と"シンセウェイヴ"のかばん語)は主にシンセウェイヴやヴェイパーウェイヴのサブジャンルだといえるが、政治的なタイトルが使われていたり、時々サウンド・バイトが挿入されていたりする。このようなサウンド・バイトは2015年頃にYoutubeから持ってきたものである。2017年にViceのPenn BullockとEli Pennは、ファシストやオルタナ右翼を自称する人々がヴェイパーウェイヴの音楽性やアートをプロパガンダ目的で盗用しているという問題について報じた。また、ファッシュウェイヴを「一般受けしやすいはじめてのファシスト音楽」だと表現している。

## アーティスト一覧
- Carpenter Brut[21]
- Cold Cave[22]
- College[23]
- Com Truise[24]
- Danger[25]
- Droid Bishop[26]
- Dynatron[27]
- Electric Youth[28][29]
- Futurecop![30]
- Gunship[31][32]
- Highway Superstar[33]
- Kavinsky[12]
- Ken Rangkuty[34][35]
- Magic Sword[36]
- The Midnight[37]
- Mitch Murder[38]
- Perturbator[13]
- Dana Jean Phoenix[39][40]
- Power Glove[41]
- Robert Parker[12]
- Satellite Young[11]
- Scandroid[42]
- Shredder 1984[43][44]
- The Valerie Collective[13]